# Transistor orgânico de efeito de campo
Transistor orgânico de efeito de campo (oFET), é um dispositivo eletrônico de possui três terminais utilizado para modular o transporte de portadores de carga elétrica e que passam a serem fabricados por meio de materiais polímeros.

## História
O estudo de materiais a base de polímeros orgânicos como componentes eletrônicos antecipa a criação da eletrônica orgânica. Pode-se considerar que a partir desta publicação de 1977, tem o início a eletrônica orgânica, que juntamente com novos materiais e técnicas de processamento que reduzem o custo de produção dos dispositivos, abriu a possibilidade da criação da área eletrônica flexível.